# Lavínia (São Paulo)
Lavínia é um pequeno município  do estado de São Paulo. Localiza-se a uma latitude 21º10'06" sul e a uma longitude 51º02'23" oeste, estando a uma altitude de 458 metros. Sua população estimada em 2020 era de 10.400 habitantes.↵Possui uma área de 538,5 km². O município é formado pela sede e pelo distrito de Tabajara.

## História
Lavínia nasceu com a penetração da Estrada de Ferro Noroeste do Brasil e com a evolução da cafeicultura.
Foi fundada em 1933, pelo Coronel Joaquim Franco de Mello. Recebeu este nome (Lei Estadual nº. 9775) em homem a sua esposa, Lavínia Dauntre Salles de Mello.
Em 31 de março de 1935, com a inauguração da Estação Ferroviária, predominava de forma abundante a produção de mamona, arroz, amendoim e algodão.
Em 30 de novembro de 1944, é desmembrada dos municípios de Valparaíso e Araçatuba pelo decreto nº. 14.334, é criado o sítio urbanizado em 1º de janeiro de 1945.
A crise nacional em 1960 provoca a substituição da cultura do café pela pecuária e, como consequência, veio o êxodo rural.
Lavínia possui como principais culturas a cana-de-açúcar, e, em menor escala, o plantio de milho e cebola.      A cultura da cebola em épocas anteriores foi a que mais predominou no município durante algum tempo; hoje, porém, a cana-de-açúcar é predominante e contribui para o abastecimento das usinas de açúcar e álcool das cidades circunvizinhas. O município também abriga: 1 Escola Estadual, 2 Escolas Municipais, 1 Creche, 3 Presídios e um CDP da Secretaria de Administração Penitenciária, 1 Cadeia da Segurança Pública. Também está presente no município a Igreja Adventista do Sétimo Dia, Igreja do Evangélio Quadrangular.

## Demografia
Dados do Censo - 2000 [atualizar para censo de 2010]
População Total: 5.131
- Urbana: 4.134
- Rural: 997
- Homens: 2.574
- Mulheres: 2.557

Densidade demográfica (hab./km²): 9,53
Mortalidade infantil até 1 ano (por mil): 19,31
Expectativa de vida (anos): 69,48
Taxa de fecundidade (filhos por mulher): 2,40
Taxa de Alfabetização: 87,90%
Índice de Desenvolvimento Humano (IDH-M): 0,765
- IDH-M Renda: 0,684
- IDH-M Longevidade: 0,741
- IDH-M Educação: 0,870

(Fonte: IPEADATA)

## Infraestrutura

### Comunicações
O sistema de telefones automáticos foi inaugurado na cidade em 1982 pela Telecomunicações de São Paulo (TELESP), que também implantou o sistema de discagem direta à distância (DDD) em 1989 com o código de área (0186). Anteriormente a cidade era atendida pela Companhia de Telecomunicações do Estado de São Paulo (COTESP).
Na década de 90 o código DDD da cidade foi alterado para (018), para padronização do sistema telefônico com a telefonia celular que estava sendo implantada em todo o estado.

## Administração
- Prefeito: Salvador Cazuo Matsunaka  (2025/2028)
- Vice-prefeito: Renério Luiz Soares Souza (2025/2028)
- Presidente da Câmara: Silene Fatima Pasini Pancote

## Religião
O Cristianismo se faz presente na cidade da seguinte forma:

### Igreja Católica
- A igreja faz parte da Diocese de Araçatuba.[13]

### Igrejas Evangélicas
- Assembleia de Deus Ministério do Belém.[14][15]
- Congregação Cristã no Brasil.[16]
- Igreja Batista (CBB)